# Region Lizbona
Region Lizbona (port. Região de Lisboa) – region typu NUTS w Portugalii, obejmujący większość metropolii miejskiej Lizbony. Do 2015 roku składał się z dwóch mniejszych części typu NUTS-3: Grande Lisboa oraz Península de Setúbal. Jest tożsamy z Obszarem Metropolitalnym Lizbony. Ma powierzchnię 2 962,4 km² (3.2% powierzchni państwa) i mieszka w nim 2 821 699 mieszkańców (27% populacji państwa). Składa się z 18 gmin. 
Zarządzany jest przez Komisję Koordynacji i Rozwoju Regionalnego Lizbony i Doliny Tagu (port. Comissão de Coordenação e Desenvolvimento Regional de Lisboa e Vale do Tejo), w skrócie  CCDR-LVT. CCDR-LVT, który posiada autonomię administracyjną i finansową, ma za zadanie koordynowanie i promowanie w regionie Lizbony polityki rządowej w zakresie planowania i rozwoju regionalnego, środowiska, gospodarki przestrzennej, międzyregionalnej i współpracy transgranicznej, a także wsparcie władz lokalnych.
| Gmina               | Powierzchnia | Populacja | Gęstość     |
| ------------------- | ------------ | --------- | ----------- |
| Lizbona             | 84,6 km²     | 547 733   | 6 674,4/km² |
| Sintra              | 319,4 km²    | 377 835   | 1 138,9/km² |
| Cascais             | 97,4 km²     | 206 479   | 1 756,0/km² |
| Loures              | 169,0 km²    | 205 054   | 1 177,9/km² |
| Amadora             | 23,8 km²     | 175 136   | 7 389,6/km² |
| Almada              | 70,2 km²     | 174 030   | 2291,0/km²  |
| Oeiras              | 45,8 km²     | 172 120   | 3 539,9/km² |
| Seixal              | 95,7 km²     | 158 269   | 1 570,2/km² |
| Odivelas            | 26,6 km²     | 144 549   | 5 031,8/km² |
| Vila Franca de Xira | 323,5 km²    | 136 886   | 379,9/km²   |
| Setúbal             | 193,6 km²    | 121 185   | 588,5/km²   |
| Barreiro            | 33.8 km²     | 78 764    | 2 469,1/km² |
| Mafra               | 291,5 km²    | 76 685    | 186,5/km²   |
| Moita               | 54,6 km²     | 66 029    | 1 235,3/km² |
| Palmela             | 465,9 km²    | 62 805    | 465,9/km²   |
| Montijo             | 340,5 km²    | 51 222    | 340,5/km²   |
| Sesimbra            | 195,7 km²    | 49 500    | 192,0/km²   |
| Alcochete           | 128.5 km²    | 17 569    | 98,0/km²    |
| Razem               | 2 921 km²    | 2 821 876 | 966/km²     |